# Cheirotonus jansoni
Cheirotonus jansoni (лат.) — вид жуков из семейства пластинчатоусых.

## Описание
Крупные жуки с длиной тела (без учёта передних лап) до 66 мм. Голова, переднеспинка и щиток зеленого цвета, надкрылья — зеленовато-чёрного цвета, у основания и по бокам с многочисленными красновато-бурыми, светлыми пятнами. Нижняя сторона тела покрыта рыжими волосками, которые у самцов выдаются в стороны и видны сверху по бокам передпегруди. Переднеспинка выраженно поперечная, имеет сильное продольное вдавление, у основания обычно сильно сужена, с широко распластанными боковыми краями. ровной. Боковые края переднеспинки имеют мелкие тупо зазубренные выступы. Характерной чертой для самцов являются удлинённые передние лапы. Ноги стройные, длинные. Передние бедра самцов имеют зубовидный вырост на боковой части срединного бугра. Передние голени самцов посредине не искривлены, снаружи имеют вершинный зубец; вершинный зубец на их внутренней стороне вдвое длиннее зубца, расположенного на их середине.

## Ареал
Западный, Центральный, Южный Китай, Северный Вьетнам.

## Биология
Личинки развиваются в трухлявой древесине и дуплах деревьев, где и окукливаются. Вид является лесным обитателем.